# Съмит (окръг, Юта)
Вижте пояснителната страница за други значения на Съмит.
Окръг Съмит (на английски: Summit County) е окръг в щата Юта, Съединени американски щати. Площта му е 4874 km², а населението – 40 307 души (2016). Административен център е град Коулвил.

## Градове
- Оукли